# Nagroda im. Kazimiery Iłłakowiczówny

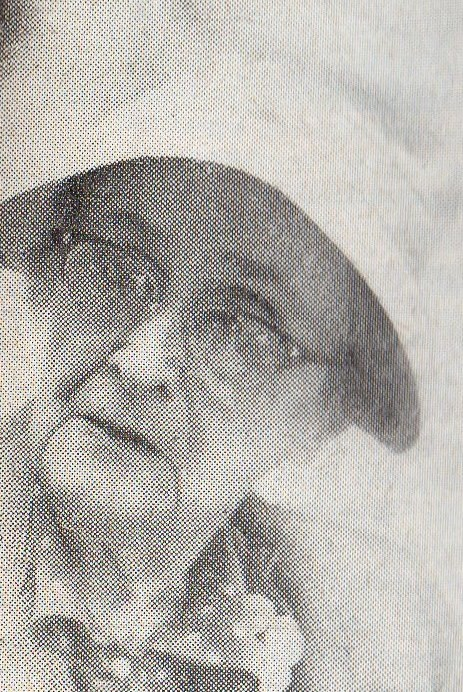
Kazimiera Iłłakowiczówna, patronka nagrody, fot. około 1982 r.

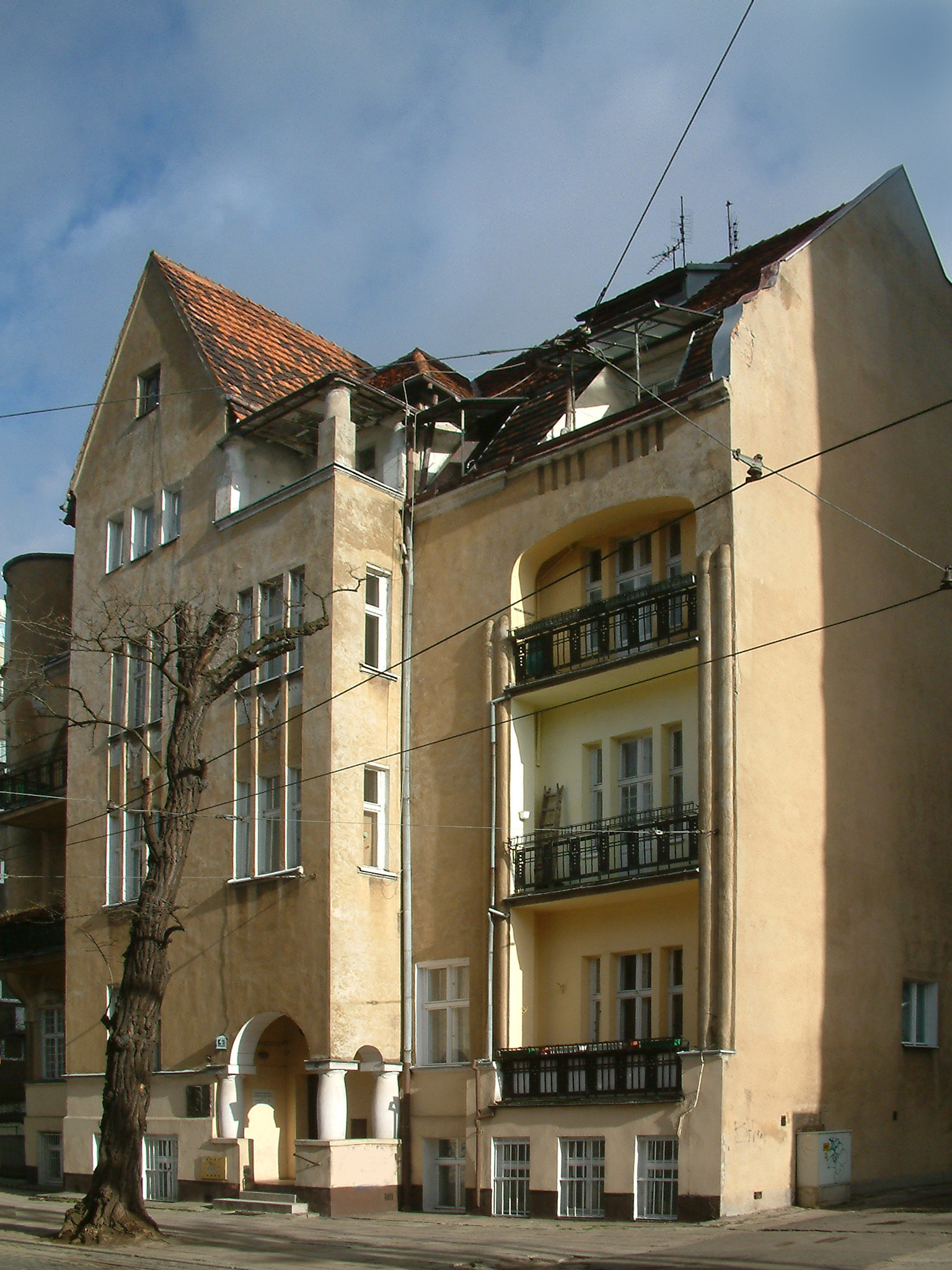
Mieszkanie-Pracownia Kazimiery Iłłakowiczówny, miejsce przyznawania nagrody, fot. 2007 r.

Nagroda im. Kazimiery Iłłakowiczówny (oficjalna nazwa: Ogólnopolska Nagroda Poetycka im. Kazimiery Iłłakowiczówny za Najlepszy Debiut Poetycki Roku) – polska nagroda literacka przyznawana od 1983 roku za najlepszy debiut poetycki roku.
Nagroda została zainicjowana przez Włodzimierza Branieckiego, przyznawana od 1983 roku za najlepszy książkowy poetycki debiut roku, obecnie przez poznański oddział Związku Literatów Polskich, wcześniej przez Oficynę Wydawniczą „Głosu Wielkopolskiego”, tradycyjnie wręczana w mieszkaniu-pracowni Kazimiery Iłłakowiczówny przy ul. Gajowej 4 w Poznaniu, gdzie żyła i prowadziła swoją pracownię patronka nagrody, a w którym aktualnie znajduje się oddział Biblioteki Raczyńskich w Poznaniu.
Przewodniczącymi jury byli m.in. Józef Ratajczak, Marian Grześczak, Nikos Chadzinikolau, Krzysztof Karasek.

## Laureaci
Nagrodę oraz wyróżnienia otrzymali:
- 1983: Aleksander Rybczyński za tom Jeszcze żyjemy[7][8]
- 1984: Marek Grala za tom Przegryźć kaganiec[9][10]
- 1985: Janusz Ryszkowski za tom Stan podgorączkowy[11]
- 1986: Marek Zgaiński za tom Doskonały nieznajomy[12][13][14]
- 1987: Iwona Pokora za tom Dla ciebie otwarte drzwi[15][10]
- 1988: Janusz Drzewucki za tom Ulica Reformacka. Wiersze z lat 1980–1986[16][17]
- 1989: Andrzej Wierciński za tom Nie wyschnie ta woda[18]
- 1990: Kazimierz Biculewicz za tom Ognisty żółw bengalski; wyróżnienie: Józef Kurylak za tom Ziemskie prochy[18]
- 1991: Jarosław Mikołajewski za tom A świadkiem śnieg; wyróżnienia: Marzena Broda za tom Światło przestrzeni, Eugeniusz Tkaczyszyn-Dycki za tom Nenia i inne wiersze[18]
- 1992: Eugeniusz Kasjanowicz za tom Itako – to ja; wyróżnienie: Andrzej Sosnowski za tom Życie na Korei[18]
- 1993: Marzanna Bogumiła Kielar za tom „Sacra conversazione; wyróżnienie: Grażyna Zambrzycka za tom Wiersze i pieśni[18] [19]
- 1994: Mariusz Grzebalski za tom Negatyw; wyróżnienia: Dariusz Foks za tom Wiersze dla fryzjerów, Dariusz Sośnicki za tom Marlewo[18]
- 1995: Wojciech Wencel za tom Wiersze; wyróżnienie: Jarosław Zalesiński za tom Wiersze i zdania[18]
- 1996: Janusz Szuber za tom Paradne ubranko i inne wiersze[20]
- 1997: Mariusz Kalandyk za tom Powrót Atanaryka[18]
- 1998: Mirosław Woźniak za tom Kość i jabłko; wyróżnienie: Jacek Gutorow za tom Wiersze pod nieobecność[18]
- 1999: Grzegorz Olszański za tom Tamagotchi w pustym mieszkaniu[18]
- 2000: Wojciech Kass za tomy Do światła i Jeleń Thorwaldsena; wyróżnienie: Krzysztof Gedroyć za tom Kim[18]
- 2001: Michał Sobol za tom Lamentacje; wyróżnienie: Agnieszka Wesołowska za tom Dwuznaczny[18]
- 2002: Jacek Bierut za tom Igła[18]
- 2003: Roman Misiewicz za tom //... //punkt/ów//zacze/p: i. en. i: a//... //[21]
- 2004: Łukasz Mańczyk za tom Służebność światła[22]
- 2005: Joanna Wajs za tom Sprzedawcy kieszonkowych lusterek[23]
- 2006: Magdalena Bielska za tom Brzydkie zwierzęta[24]
- 2007: Krzysztof Bąk za tom Znaki wodne[25]
- 2008: Przemysław Owczarek za tom Rdza[26]
- 2009: Bianka Rolando za tom Biała książka[27]
- 2010: Waldemar Jocher za tom Reszta tamtego ciała[28]
- 2011: Joanna Borzęcka za tom Slalom songs[29]
- 2012: Kacper Płusa za tom Ze skraju i ze światła[30]
- 2013: Karolina Kułakowska za tom Puste muzea[31]
- 2015: Piotr Przybyła za tom poezji Apokalipsa After party oraz Joanna Starkowska za tom Ballada o wyrzynarce[32]
- 2016: Dawid Mateusz za tom Stacja wieży ciśnień[33][34]; wyróżnienie: Marcin Tomczak za tom Weno wej! oraz Radosław Jurczak za tom Pamięć zewnętrzna[35]
- 2017: Agata Jabłońska za tom Raport wojenny i Daniel Madej za tom Mała epoka[36][37]
- 2018: Maciej Bobula za tom wsie, animalia, miscellanea oraz Justyna Kulikowska za tom Hejt i inne bangery; wyróżnienie: Michał Domagalski za tom Poza sezonem[38]
- 2019: Monika Lubińska za tom Nareszcie możemy się zjadać oraz Piotr Jemioło za tom Nekrotrip; wyróżnienie: Kasper Pfeifer za tom Adblock[39]
- 2020: Michał Czerwiński za tom Miniaturzyści esperanto, wyróżnienie: Filip Matwiejczuk za tom Różaglon oraz Joanna Bociąg za tom Boję się o ostatnią kobietę[40]
- 2021: Mateusz Żaboklicki za tom Nucić, wyróżnienie: Wojciech Kopeć za tom przyjmę/oddam/wymienię oraz Maciej Konarski za tom Nauki przyrodnicze[41]